# South Mediterranean University
La South Mediterranean University (SMU), « Université du Sud de la Méditerranée » en français, est une université privée tunisienne.
Fondée en 2002, elle est installée dans le quartier des Berges du Lac à Tunis. Elle est la première université anglophone en Tunisie. L'université a bénéficié du soutien de ses membres fondateurs qui comptent parmi eux des entreprises, des chefs d'entreprise, des professionnels et des universitaires tunisiens. Afin de garantir l'indépendance académique de l'université, aucun membre fondateur ne s'est vu attribuer un vote contraignant.
La SMU se compose de quatre établissements, une école de commerce (Mediterranean School of Business), une école d'ingénieurs (Mediterranean Institute of Technology), un institut (Culture and Language Institute) et une école pour les professionnels de la santé (Mediterranean School of Health).
La SMU offre des programmes de licence d'Ingénierie, de master de langues ainsi que des séminaires professionnels dispensés en anglais.
La SMU a développé des partenariats et des programmes d'échange avec diverses universités nord-américaines, européennes, asiatiques et africaines, notamment l'université du Sud de la Floride, l'université d'État d'Emporia, HEC Montréal, l'IÉSEG School of Management, la Libera Università Internazionale degli Studi Sociali, la Ritsumeikan Asia Pacific University (en), la Rennes School of Business, la Kedge Business School, la Nova School of Business and Economics, l'université du Hertfordshire, l'EM Normandie Business School, l'université catholique portugaise, l'université américaine au Caire, l'Instituto de Empresa, la Hult International Business School, l'ESIC University (en), HEC Montréal et l'Escuela de Alta Dirección y Administración, mais aussi le Babson College, l'université du Maryland, l'université du Massachusetts et l'université de Caroline du Sud.